# Zemplínske Hámre
Zemplínske Hámre est un village de Slovaquie situé dans la région de Prešov.

## Histoire
Première mention écrite du village en 1954.

## Démographie

### Évolution de la population
| Année:               | 1994. | 2004.   | 2014.   | 2024.   |
| -------------------- | ----- | ------- | ------- | ------- |
| Nombre de personnes: | 1256  | 1240    | 1273    | 1291    |
| Différence:          |       | -1,27 % | +2,66 % | +1,41 % |

| Année:               | 2023. | 2024.   |
| -------------------- | ----- | ------- |
| Nombre de personnes: | 1279  | 1291    |
| Différence:          |       | +0,93 % |